# منجم حمش
منجم حَمَّش هو منجم ذهب يقع 100 كم غرب مدينة مرسى علم بالصحراء الشرقية بالقرب من محمية وادي الجمال - حماطة.

## الشركة
«شركة حمش مصر لمناجم الذهب» تكونت كشراكة قائمة بالعمليات بين هيئة الثروة المعدنية المصرية وشركة «كريست» الأمريكية التي تنازلت عن كامل حصتها في الشركة إلى شركة «ماتز هولدينجز» القبرصية والتي قامت بإنتاج أول سبيكة ذهبية تجريبية في أبريل 2007.

## طريقة الاستخلاص
يُستخلص الذهب من منجم حمش بطريقة رش الكومة التي تعتمد على تجميع الصخور الحاوية للذهب وتفتيتها ووضعها على شكل أكوام كبيرة ثم يتم رشها بمحلول من المواد الكيماوية التي تستخلص الذهب من الصخور ثم يُجمع هذا المحلول الحامل للذهب ويُفصل الذهب بطريقة ميكانيكية وكهربية وتحتاج هذه الطريقة لمدة زمنية كافية لجعل المحلول يستخلص معظم الذهب الموجود في الصخور.

## إجمالى الإنتاج
يبلغ إجمالى الذهب الناتج عن صهر و سبك الرواسب الحاملة للذهب و الناتجة من عملية التحليل الكهربي منذ بدء الإنتاج التجاري وحتى فبراير 2010 حوالى 65 كيلو جراما من الذهب و تشير خطة عام 2010 لشركة حمش  إلى امكانية أنتاج 15 الف أوقية من الذهب خلال العام - ولم تلتزم الشركة بإنتاجها فتلقت إنذارًا حكوميًا سنة 2012 ومهلة أخيرة حتى شهر يونيو 2013.